# Te quiero tanto, tanto
Te quiero tanto, tanto es una canción cantada por el grupo mexicano Onda Vaselina (hoy OV7), incluida en segundo disco de estudio Entrega total (1997). Esta canción fue lanzada como el cuarto sencillo del album en diciembre del año 1997.

## Video musical
Los integrantes de Onda Vaselina están en antro con un look rebelde. Otra parte del video a fuera de un edificio estaban vestidos de blanco.

## Otros datos
Existe otra versión diferente que se utilizó para la telenovela mexicana Mi pequeña traviesa protagonizada por Michelle Vieth y Hector Soberón.

## Listas
| Lista (1998)                       | Máxima posición |
| ---------------------------------- | --------------- |
| Estados Unidos (Hot Latin Songs)   | 1               |
| Estados Unidos (Latin Pop Airplay) | 1               |

| Lista (1998)                     | Posición |
| -------------------------------- | -------- |
| US Hot Latin Tracks (Billboard)  | 22       |
| US Latin Pop Airplay (Billboard) | 13       |

### Sucesión en las listas
| Predecesor: Yo nací para amarte de Alejandro Fernández | U.S. Billboard Hot Latin Tracks — Sencillo N°. 1 29 de agosto de 1998 - 4 de septiembre de 1998 | Sucesor: Tu sonrisa de Elvis Crespo |

| Predecesor: Rezo de Carlos Ponce | U.S. Billboard Latin Pop Airplay — Sencillo N°. 1 22 de agosto de 1998 - 4 de septiembre de 1998 | Sucesor: Vuelve de Ricky Martin |